# David Miner
David Miner é um produtor de televisão e de cinema americano, vencedor de um Emmy Award e é mais conhecido por seu trabalho como produtor executivo em 30 Rock na NBC e Human Giant da MTV. Miner é o gerente de Tina Fey, a estrela e criadora de 30 Rock.